# 天神桃子
天神 桃子（あまがみ ももこ、1992年5月28日 - ）は、日本の元女性声優。
活動時は青二プロダクションを経てキャトルステラに所属していた。埼玉県出身。埼玉県立春日部女子高等学校、青二塾東京校32期卒業。旧名：松井 桃子（まつい ももこ）。

## 来歴
2012年4月から2015年12月31日まで青二プロダクションに所属していた。
2016年1月13日よりキャトルステラ所属となる。所属に伴い、天神 桃子と改名する。しかし、同年～翌年頃にキャトルステラを退所した。
退所前後からは声優活動が見られない。2019年末、活動停止以来久しぶりにTwitterを更新し、現在は群馬県で暮らしていることを報告している。

## 出演
太字はメインキャラクター。

### テレビアニメ
- ロボットガールズZ（2014年、ガイアQ5[6]）
- ドラゴンボール改（2014年、店員）
- くつだる。（2015年、リンスちゃん、生徒）
- 魔装学園H×H（2016年、被験者）

### 劇場アニメ
- ONE PIECE FILM Z（2012年）

### ゲーム
- スタプラ!（坂田凛々子[7]）
- モンスター烈伝 オレカバトル（カッパ）
- ロボットガールズZ ONLINE（ガイアQ5[8]）
- MÚSECA（八重垣 命）
- League of Angels II - リーグオブエンジェルズ2（セントリア、セリア、イルマ）
- 九十九姫（方天画戟）

### ラジオドラマ
- 青山二丁目劇場「たのきゅう」（村の娘B）

### テレビ
- Beポンキッキ
- ブルッケ隊長のチビッコくらぶ

### イベント
- 第一回 リア充撲滅委員会（坂田凜々子）
- 凜々子ちゃんがバイトしたくてたまらない!（坂田凜々子）
- 星華学院放送部 第一回公開録音（坂田凜々子）

## ディスコグラフィ

### キャラクターソング
| 発売日         | 商品名   | 歌                     | 楽曲                                    | 備考                      |
| -------------- | -------- | ---------------------- | --------------------------------------- | ------------------------- |
| 2012年11月21日 | 脳内ONLY | team.アルタイル        | 「脳内ONLY」 「うさみみ・の・そらみみ」 | ゲーム『スタプラ!』関連曲 |
| 2012年11月21日 | 脳内ONLY | 坂田凛々子（松井桃子） | 「脳内ONLY」 「うさみみ・の・そらみみ」 | ゲーム『スタプラ!』関連曲 |

### ユニットメンバー
1. ↑  篠之森真夜（本多真梨子）、叶ゆりあ（三上枝織）、坂田凛々子（松井桃子）